# Proconura barbara
Proconura barbara är en stekelart som först beskrevs av Masi 1929.  Proconura barbara ingår i släktet Proconura och familjen bredlårsteklar. Inga underarter finns listade i Catalogue of Life.